# Ромашка (Верхньопишминський міський округ)
Рома́шка (рос. Ромашка) — селище у складі Верхньопишминського міського округу Свердловської області.
Населення — 38 осіб (2010, 121 у 2002).
Національний склад станом на 2002 рік: росіяни — 84 %.